# Офіс із залучення і підтримки інвестицій
Державна установа «Офіс із залучення і підтримки інвестицій» (ДУ «Юкрейнінвест») — українська державна установа, уповноважена супроводжувати інвесторів у підготовці та реалізації проєктів зі значними інвестиціями.

## Історія
Офіс із залучення та підтримки інвестицій було створено 19 жовтня 2016 року постановою Кабінету Міністрів України № 740 як тимчасовий консультативно-дорадчим органом Кабінету Міністрів України, діяльність якого координується Урядовим уповноваженим з питань інвестицій. Офіс було утворено з метою сприяння взаємодії інвесторів з державними органами та органами місцевого самоврядування, відповідними суб’єктами господарювання під час підготовки та реалізації ними інвестиційних проектів із залученням прямих іноземних інвестицій.
2 травня 2018 була зареєстрована однойменна Державна установа «Офіс із залучення і підтримки інвестицій».
3 лютого 2021 постановою КМУ № 81 Офіс із залучення і підтримки інвестицій, як консультативно-дорадчий орган, був ліквідований.
Натомість 17 лютого 2021 підтримав рішення, яким уповноваженою установою на здійснення супроводу інвестора в підготовці та реалізації проекту зі значними інвестиціями визначена Державна установа «Офіс із залучення та підтримки інвестицій» (UkraineInvest).

## Завдання і сектори
Функціями UkraineInvest визначені:
1. залучення потенційних заявників для реалізації інвестиційних проєктів зі значними інвестиціями;
2. надання інвесторам організаційної та інформаційно-консультативної допомоги щодо підготовки та реалізації інвестиційних проєктів;
3. взаємодія з органами державної влади, органами місцевого самоврядування з питань, пов'язаних із супроводом підготовки та реалізації інвестиційних проєктів зі значними інвестиціями;
4. підготовка та подання до уповноваженого органу періодичних та оперативних звітів про стан супроводу інвестиційних проєктів зі значними інвестиціями;
5. розроблення пропозицій, рекомендацій, планів дій, спрямованих на удосконалення процесу підготовки та реалізації інвестиційних проєктів зі значними інвестиціями;
6. організація навчання та проведення інформаційних заходів з питань підготовки та реалізації інвестиційних проєктів зі значними інвестиціями для органів державної влади та органів місцевого самоврядування.

UkraineInvest наголошує на перевагах України для іноземних інвесторів у своїй секторальній стратегії 1+4, просуваючи ті економічні сектори, де Україна має явну порівняльну перевагу:
1. Інноваційні технології (штучний інтелект, кібербезпека, нанотехнології).
2. Агробізнес (переробка харчових продуктів, первинне виробництво),
3. Енергетика (особливо відновлювані джерела енергії та енергоефективність),
4. Виробництво (кластери — автомобільна, аерокосмічна, фармацевтична),
5. Інфраструктура (порти та аеропорти, транспортна інфраструктура)

## Діяльність
10 листопада 2023 UkraineInvest уклав меморандум з корпорацією Terwin про супровід інвестпроєкту на загальну суму понад 500 мільйонів доларів з можливістю розширення до 1 мільярда. Цей інвестпроєкт стосується він будівництва чотирьох логістичних комплексів площею 1 мільйон квадратних метрів.

## Директори
Данило Білак був директором Офісу із залучення інвестицій та головним радником прем'єр-міністра України з інвестицій. З 1 листопада 2016 року Кабінет Міністрів України призначив Білака директором UkraineInvest та головним радником Прем'єр-міністра України з інвестицій. Разом з Урядовим уповноваженим з питань інвестицій він скеровує інвесторів та консультує Прем'єр-міністра щодо покращення інвестиційного та бізнес-середовища в Україні. Дипломований канадський юрист із понад 25-річним досвідом роботи в Україні та регіоні, раніше він консультував великі міжнародні та українські компанії в сферах енергетики, агробізнесу, інфраструктури та технологій. Останнім часом він був керуючим партнером українського офісу міжнародної юридичної фірми CMS Cameron McKenna . Він також виконував обов'язки радника Інституту бізнес-омбудсмена та протягом багатьох років працював старшим експертом з питань управління Програми розвитку ООН (ПРООН) в українському уряді. 